# Constantin Popa
Constantin Popa (ur. 18 lutego 1971 w Bukareszcie) – rumuński koszykarz, występujący na pozycji środkowego, posiadający także izraelskie obywatelstwo, reprezentant Rumunii, po zakończeniu kariery zawodniczej trener koszykarski.

## Osiągnięcia
Stan na 31 października 2022, na podstawie, o ile nie zaznaczono inaczej.

### NCAA
- Wybrany do:
  - III składu Big East (1993, 1995)
  - Galerii Sław Sportu Uniwersytetu Miami (2019)
- Lider konferencji Big East w:
  - średniej bloków (1993 – 3,1)
  - liczbie bloków (1993 – 85)

### Drużynowe
- Mistrz:
  - Francji (1996)
  - Izraela (1997–2000)
- Wicemistrz:
  - Euroligi (2000)
  - Izraela (2001)
- Zdobywca Pucharu Izraela (1998–2000)
- Finalista Pucharu Izraela (1997, 2001)
- Uczestnik międzynarodowych rozgrywek Euroligi (1996–2001)

### Reprezentacja
Seniorska
- Uczestnik:
  - mistrzostw Europy (1987 – 12. miejsce)
  - europejskich kwalifikacji olimpijskich (1992)

Młodzieżowe
- Uczestnik mistrzostw Europy:
  - U–22 (1992 – 9. miejsce)
  - U–18 (1990 – 4. miejsce)
  - U–16 (1987 – 8. miejsce)